# Jemma Powell
Jemma Powell (25 luglio 1980) è un'attrice britannica.

## Biografia
Ha frequentato la Farlington School di Horsham e si è diplomata alla scuola drammatica di Oxford nel 2002.
Il suo debutto nel cinema, avviene agli inizi del 2000, partecipando al film The Hole. È nota soprattutto per il suo ruolo in Alice in Wonderland di Tim Burton, dove interpreta Margaret, la sorella di Alice.

### Vita privata
Vive nel Oxfordshire insieme a suo marito, il cantautore italo-inglese Jack Savoretti e i loro tre figli, alternando l'attività di attrice con quella di pittrice.

## Filmografia

### Cinema
- The Hole, regia di Nick Hamm (2001)
- Angel - La vita, il romanzo (Angel), regia di François Ozon (2007)
- Alice in Wonderland, regia di Tim Burton (2010)
- The Seasoning House, regia di Paul Hyett (2012)
- Closed Circuit, regia di John Crowley (2013)
- Il giardino segreto (The Secret Garden), regia di Marc Munden (2020)

### Televisione
- Hex – serie TV, 1 episodio (2005)
- Un'avventura nello spazio e nel tempo (An Adventure in Space and Time), regia di Terry McDonough – film TV (2013)
- The Stranger – miniserie TV (2020)
- Diavoli (Devils) – serie TV, 6 episodi (2020)

### Pubblicità
- Daygum Protex (2005)

## Doppiatrici italiane
- Alessandra Korompay in Angel - La vita, il romanzo
- Chiara Gioncardi in Alice in Wonderland
- Federica De Bortoli in Un'avventura nello spazio e nel tempo
- Emilia Costa in The Seasoning House
- Emanuela Rossi in Diavoli